# Стэнеску, Кармен
Кармен Стэнеску (рум. Carmen Stănescu; 29 июля 1925, Бухарест — 12 апреля 2018, Снагов, Илфов) — румынская актриса

 театра, кино, телевидения и озвучания, спортивный стрелок.

## Биография
Окончила в 1948 году Бухарестскую консерваторию. В молодости активно занималась несколькими видами спорта, в том числе стрельбой, волейболом, плаванием, пять лет была членом национальной сборной, в составе которой стала чемпионкой по стрельбе, но несчастный случай заставил её бросить стрельбу и заняться другими видами спорта.
Дебютировала в 1945 году на сцене Национального театра в Бухаресте в роли Екатерины Ивановны в спектакле «Братья Карамазовы» по Ф. М. Достоевскому. Много лет играла на сцене Национального театра, а также других театров столицы Румынии.
Играла в «Женитьбе» Гоголя, «Карнавальной долине» Караджале, «Дама-невидимка» П. Кальдерона де ла Барка и «Потерянное письмо» Караджале, «Виндзорские насмешницы» Шекспира, «Ужасные родители» Кокто и другие.
Снималась в кино с 1958 года. Сыграла в 12 кино- и телефильмах.

## Избранная фильмография
- 1958 — Doi vecini
- 1959 — Telegrame
- 1960 — Bădăranii (1960) — Феличе, жена Канчано Тартуфола
- 1965 — 6-й раунд / Runda 6
- 1968 — Молодость без старости / Tinerete fara batrînete
- 1973 — Братья Ждер / Fraţii Jderi — Тудосия, мать Насты
- 1975 — Mușchetarul român
- 1976 — Premiera — Александра Дан, жена Михая
- 1977 — Povestea dragostei
- 1977 — Războiul de Independență

## Награды
- Офицер ордена «За верную службу» (1 декабря 2000 года)[4].
- Орден «За заслуги перед культурой»[рум.] III класса (6 ноября 1967 года)[5].
- Почётный гражданин Бухареста (19 апреля 2018 года)[6].